# Wiekowo (województwo zachodniopomorskie)
Wiekowo (do 1945 niem. Alt Wieck) – osada w Polsce położona w województwie zachodniopomorskim, w powiecie sławieńskim, w gminie Darłowo przy trasie linii kolejowej 202 Gdańsk-Słupsk-Stargard (przystanek kolejowy Wiekowo).
Według danych z 28 września 2009 roku wieś miała 202 stałych mieszkańców.
W latach 1975–1998 miejscowość położona była w województwie koszalińskim.